# Giovanni Lucchese
Giovanni (Hans) Lucchese (auch: Luchese, Lucchesi; * um 1510 in Pambio, Tessin; † 1. Jänner 1581 in Innsbruck) war ein Renaissancebaumeister, der insbesondere als Hofbaumeister Ferdinands II. in Innsbruck tätig war.

## Leben
Der einer italienischen Baumeister- und Steinmetzfamilie entstammende und in Pambio im Tessin geborene Giovanni Lucchese ist seit 1538/1539 als Maurer in kaiserlichen Diensten in Prag nachweisbar. Im Dienst von Erzherzog Ferdinand II. arbeitete er nach 1555 am Schloss Stern in Prag, 1559 am Lustschloss Belvedere und 1561 bis 1564 in der Burg Hradschin. 1561 und 1563 reiste er nach Italien, um dafür Meister und Maurer anzuwerben.

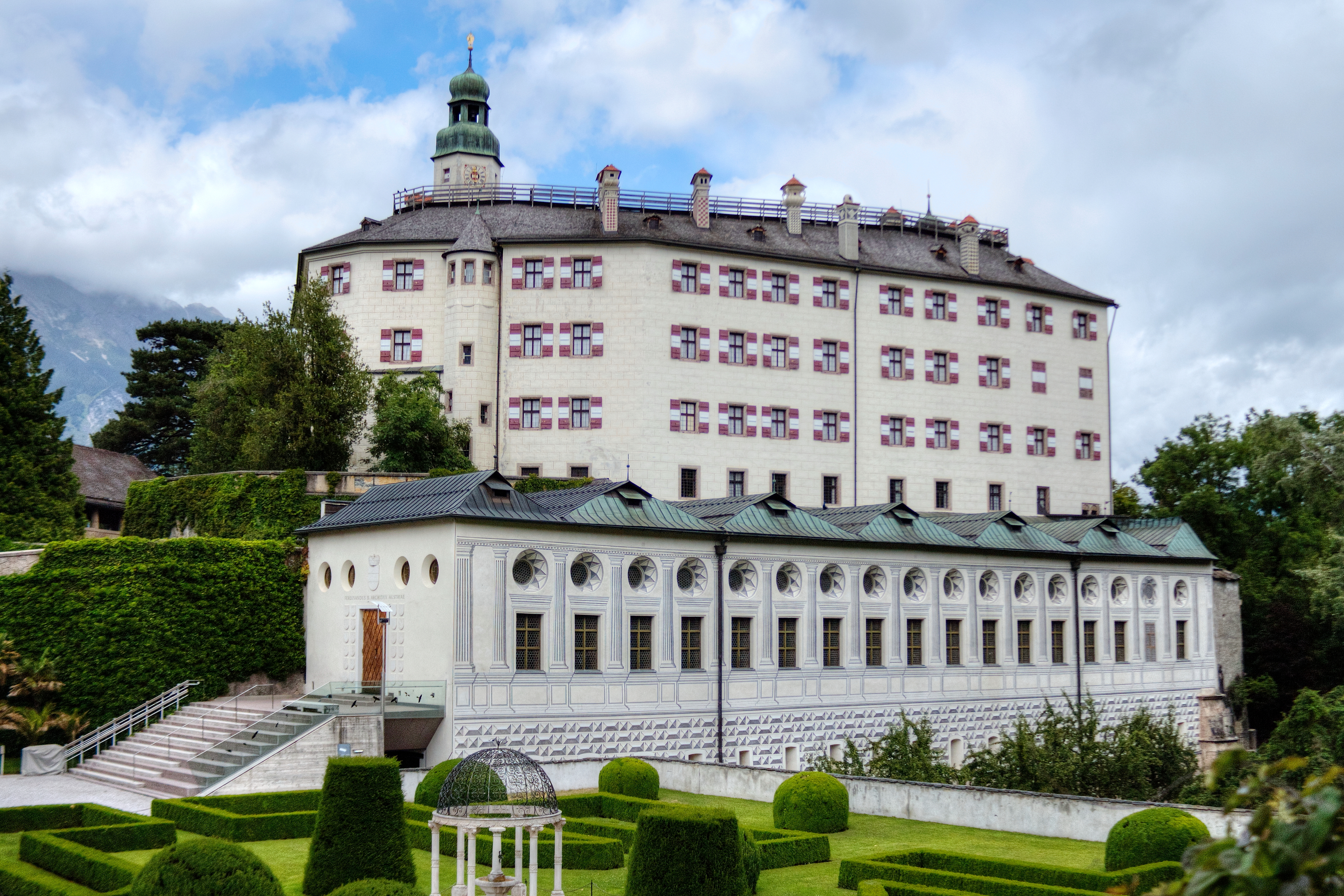
Schloss Ambras: Der Spanische Saal vor dem Hochschloss

Als Ferdinand II. 1564 die Herrschaft über Tirol und die Vorlande erhielt, kam Lucchese mit ihm nach Innsbruck, wo er unter anderem die Hofburg umbaute. Schloss Ambras wandelte er von einer mittelalterlichen Burg in ein Renaissanceschloss um und erbaute dort 1570/71 den Spanischen Saal. Ferdinand II. verlieh ihm 1566 ein Wappen und ernannte ihn 1567 zum Hofbaumeister.
Giovanni Lucchese war mit Domenica Aostalli verheiratet, mit der er die drei Söhne Domenico, Alberto und Adamo hatte. Alberto Lucchese arbeitete zusammen mit seinem Vater an zahlreichen Bauten, war später als eigenständiger Baumeister tätig und wurde Nachfolger seines Vaters als Hofbaumeister in Innsbruck.
Lucchese brachte die damals neue Kunst der Renaissance von Italien nach Tirol, die sich rasch durchsetzte, verwendete selbst aber teilweise noch spätgotische deutsche Elemente.

## Werke

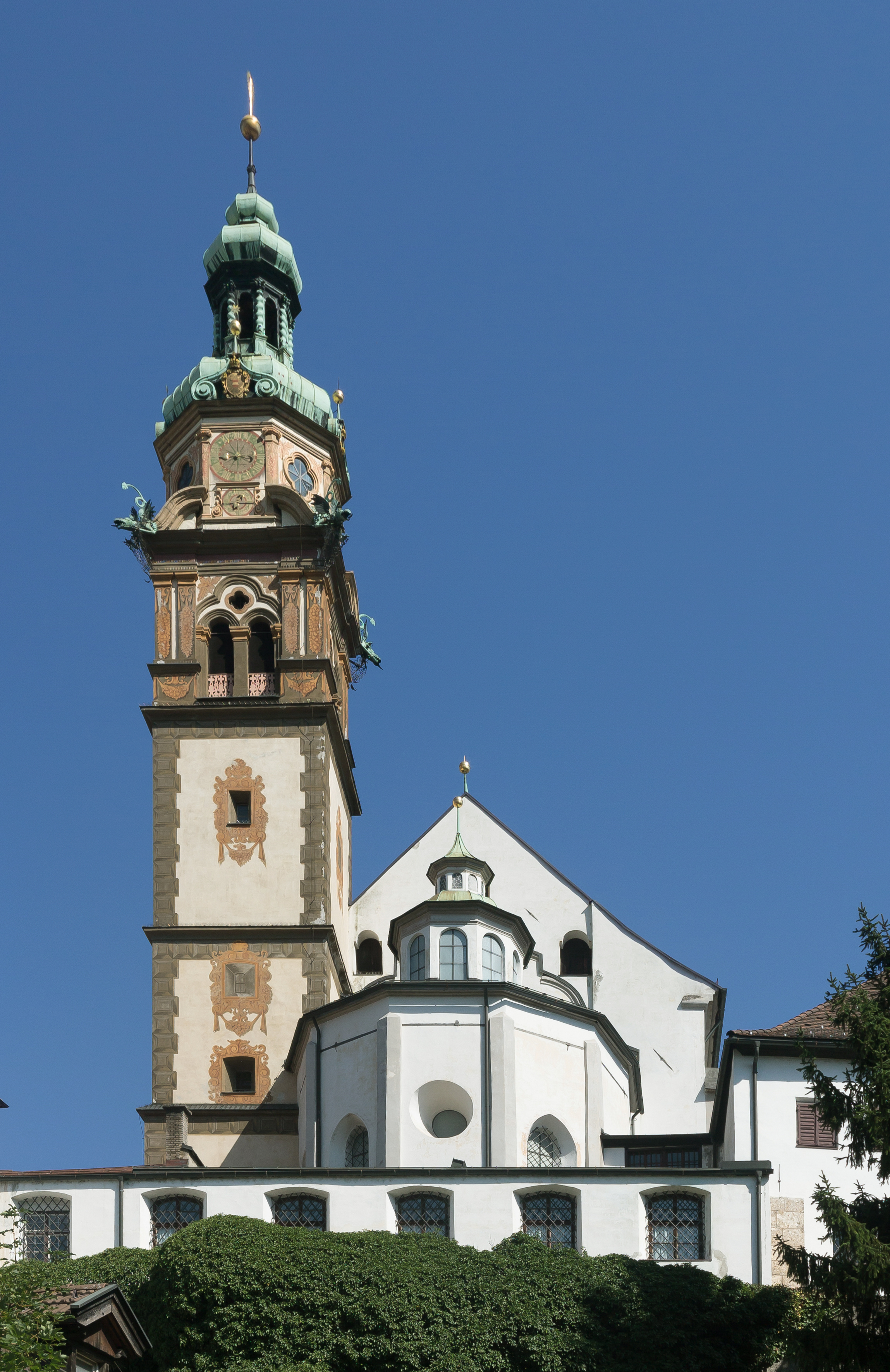
Kirche des Haller Damenstiftes (heute Herz-Jesu-Basilika)

- Schloss Stern auf dem Weißen Berg in Prag, 1555–1558 (mit Giovanni Maria Aostalli und Bonifaz Wohlmut)
- Komturei des Deutschen Ritterordens in Chomutov, 1560
- Umbau von Schloss Ambras, 1564–1567
- Schloss Ruhelust, Innsbruck, 1565–1582
- Stiftskirche und Gebäude des Haller Damenstiftes, 1567–1569
- Umbau der Hofburg, 1567–1577
- Erweiterung der Jesuitenkirche, Innsbruck, 1568
- Spanischer Saal, Schloss Ambras, 1570/71
- Lustschloss und Tiergarten auf der Ulfiswiese in Innsbruck, 1570–1572
- Heiligblutkapelle der Pfarr- und Wallfahrtskirche Seefeld, 1574
- Schloss Aschach bei Volders, 1576–1586 (mit Alberto Lucchese; zugeschrieben)
- Silberne Kapelle in der Innsbrucker Hofkirche, 1577–1596